# Kyla Deaver
Kyla Marie Deaver (25 de março de 2003, Southern California) é uma atriz, cantora, modelo, dançarina e cheerleader americana que ficou conhecida ao interpretar "April Perron" no filme de suspense "The Conjuring" de 2013.

## Biografia

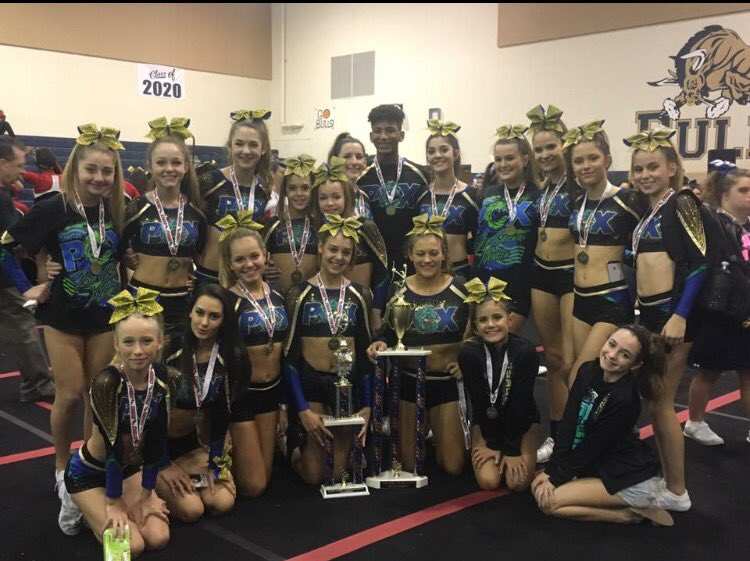
Kyla (a terceira no canto inferior esquerdo) com sua equipe de cheerleaders em janeiro de 2017.

Kyla nasceu em 25 de março de 2003, em Southern California, desde muito pequena Kyla já fazia books fotográficos e desfiles, Kyla começou a atuar com quatro anos de idade, seu primeiro trabalho atuando foi um comercial de Band-Aid, quando ela tinha 5 anos, ela se mudou para a cidade de Atlanta e dois anos depois ela estrelou seu primeiro filme, ela estrelou o curta-metragem "The Candy Shop", um conto de fadas para sensibilizar o perigo do tráfico e exploração sexual de crianças em Atlanta.
Ao lado de Doug Jones, ela fez papel de uma menina chamada Hope, que é primeiramente abordada e em seguida sequestrada por um homem de aparência estranha que possui uma loja de doces.
Dois anos depois, Kyla teve a oportunidade de estrelar um papel de grande avanço, ela foi escalada para interpretar "April Perron" no filme mais aguardado, "Invocação do Mal", onde atua ao lado de Vera Farmiga.
Ainda em 2013 ela chegou a gravar a nova série "Masters of Sex" ao lado de Teddy Sears, bem como um episódio em "Drop Dead Diva", não muito depois Kyla foi escalada para outro filme chamado "The Circle" (rebatizado "The Harvesting"), no qual ela  interpreta uma garota chamada Sarah, uma jovem versão da atriz Chelsey Crisp, o filme é sobre seis amigos que cegamente seguem um destino mortal conforme eles exploram uma prisão incendiada. 

## Vida pessoal
Kyla ama cantar, dançar, tocar piano, equitação, e cheerleading, ela também adora animais, especialmente cães e cavalos, uma de suas atividades favoritas incluem o voluntariado na instituição de animais "Animal Rescue" junto com a sua avó. 

## Trabalhos
| Ano       | Título                          | Papel           | Notas          |
| --------- | ------------------------------- | --------------- | -------------- |
| 2010      | The Candy Shop                  | Hope            | Curta Metragem |
| 2013      | The Conjuring                   | April Perron    | Filme          |
| 2013      | Drop Dead Diva                  | Zoey            | 1 episódio     |
| 2013-2014 | Masters of Sex                  | Katie Langham   | 2 episódios    |
| 2014      | My Daddy's a Soccer Mom         | Abby Brookstone | Filme para TV  |
| 2016      | Before I Wake                   | Annie           |                |
| 2016      | Bleed                           | Sarah (criança) |                |
| 2016      | True Crime with Aphrodite Jones | Kristin McDuff  | 1 episódio     |
| 2017      | Lost in Austin                  | Taylor Collins  |                |
| 2018      | Along Came the Devil            | Jordan          |                |
| 2019      | Along Came the Devil 2          | Jordan          |                |